# Omicron rufiscutum
Omicron rufiscutum är en stekelart som beskrevs av Giordani Soika 1978. Omicron rufiscutum ingår i släktet Omicron och familjen Eumenidae. Inga underarter finns listade i Catalogue of Life.